# Фредді Бартолом'ю
Фредді Бартолом'ю (англ. Freddie Bartholomew; 28 березня 1924 — 23 січня 1992) — британський дитина-актор, який виконував дитячі ролі у багатьох класичних голлівудських фільмах 1930-х років. Його внесок в американську кіноіндустрію відзначений зіркою на Голлівудській алеї слави.

## Біографія
Фредерік Луеллін Марч (англ. Frederick Llwellyn March) народився в Лондоні в 1924 році. У дитинстві він був кинутий батьками, і його вихованням займалася тітка, прізвище якої він згодом узяв і собі. У шестирічному віці він вже дебютував на одній з театральних сцен Лондона, трохи пізніше став з'являтися і в британських кінокартинах.
У 1934 році, під час візиту з тіткою в США, відбулася його зустріч з знаменитим голлівудським продюсером Девідом Селзніком, який запросив початківця актора на роль юного Девіда Копперфілда у свій однойменний фільм за романом Чарльза Діккенса. Ця роль відразу зробила Бартолом'ю нової юною зіркою Голлівуду, відкривши йому шлях у нові успішні кінопроєкти. У наступні кілька років Бартолом'ю знявся у ряді популярних голлівудських картин, включаючи «Анну Кареніну» (1935), «Маленького лорда Фаунтлероя» (1936) і «Відважних капітанів» (1937). Гонорари Бартоломью при цьому досягли $ 2,500 на тиждень, що зробило його найбільш високооплачуваним дитиною-актором в Голлівуді після не менш відомої Ширлі Темпл. Небувалий успіх юного актора змусив його батьків згадати про його існування: дізнавшись про заробітки сина в Голлівуді, вони спробували отримати над ним опіку. Після тривалих судових тяжб, що коштували Бартолом'ю чимало зароблених коштів, він все ж залишився незалежний від батьків.
У міру дорослішання колись ангельська зовнішність і дитяче чарівність перестали бути для Бартолом'ю опорою в Голлівуді, і з початку 1940-х його акторська кар'єра поступово пішла на спад. У роки Другої світової війни Фредді Бартолом'ю служив у лавах ВПС США, одночасно взявши участь у зйомках декількох фільмів. Після завершення війни він пару раз з'явився на телебаченні, після чого остаточно завершив акторську кар'єру.
У середині 1950-х років новою роботою для Бартоломью став рекламний бізнес. На початку 1980-х він знову повернувся до Голлівуду, але цього разу як продюсер мильної опери «Як обертається світ». Останнім його публічним виступ стало інтерв'ю для документального фільму про студії «MGM» в 1991 році, а 23 січня наступного року Фредді Бартолом'ю помер від серцевого нападу в своєму будинку в місті Сарасота на західному узбережжі Флориди.

## Фільмографія
- 1935 — Анна Кареніна — Сергій
- 1936 — Диявол у спідниці — Клод Пірс
- 1936 — Юний лорд Фонтлерой / Little Lord Fauntleroy
- 1937 — Зухвалі капітани — Гарві Чейн